# إنسان غلبان (فلم)
إنسان غلبان هو فيلمٌ مصريٌ أُنتج عام 1954.
الفيلم من بطولة إسماعيل ياسين، وقصته مأخوذة عن فيلم تشارلي تشابلن أضواء المدينة، المنتج عام 1931،  وفيه يظهر إسماعيل ياسين برفقة عايدة عثمان في ثالث أفلامها، وآخرها، ورفقة الوجه الجديد وحيد شكري في ظهوره الوحيد في السينما.

## قصة الفيلم
فرحان (وحيد شكري) شابٌ يهوى التمثيل خلافاً لرغبة أبيه، ولذلك يطرده أبوه، ويحل ضيفاً على الشاعر الفقير غلبان (إسماعيل ياسين). يحاولان البحث عن عملٍ دون جدوى. يلتقى غلبان بنرجس (عايدة عثمان)، بائعة الورد العمياء، ويحبها من النظرة الأولى ويشترى منها كل أزهارها.
يقوم غلبان بكتابة قصيدة لنرجس، لكن خجله يمنعه من قراءتها، ولذلك يقرأها عنه صديقه فرحان، ومع مرور الوقت تعتقد أن فرحان هو من اشترى الورد، وكتب القصيدة.
يقابل غلبان محسن بيه (محمود المليجي)، الثري المدمن للخمر، والذي كان على وشك الانتحار، إلاّ أن غلبان ينقذه. يعامله محسن بالحسنى ويكرمه عندما يكون مخموراً، لكنه يتنكر له ويسئ معاملته عندما يفيق من سكره. يستغل غلبان إحدى نوبات سكره، ويطلب منه 50 جنيهاً لعلاج نرجس، ويوافق محسن.
تُجرى العملية لنرجس، وتنجح وتستعيد بصرها، وتشعر بالحب والعرفان تجاه فرحان، لكنه فرحان يبلغها أن غلبان هو من أحسن إليها كل هذا الوقت. ولذلك تشكره هي وأمها (فردوس محمد)، ومع ذلك يقرر غلبان أنه من الأفضل أن تكون مع فرحان. يتزوج فرحان نرجس، ويحضر غلبان الفرح، ثم ينصرف حزيناً!

## أغاني الفيلم
في الفيلم أغنيتان هما:
| الأغنية   | المغني                    | المؤلف              | الملحن      |
| --------- | ------------------------- | ------------------- | ----------- |
| الورد     | عايدة عثمان               | فتحي قورة           | عزت الجاهلي |
| الاستعراض | إسماعيل ياسين عايدة عثمان | أبو السعود الإبياري | عزت الجاهلي |

## روابط خارجية
- مقالات تستعمل روابط فنية بلا صلة مع ويكي بيانات
- إنسان غلبان على موقع الدهليز
- إنسان غلبان على موقع كاروهات